# Ciclismo ai Giochi della XIX Olimpiade - Inseguimento individuale
La prova dell'inseguimento individuale di ciclismo su pista dei Giochi della XIX Olimpiade si è svolta dal 17 al 18 ottobre 1968 al Velódromo Olímpico Agustín Melgar di Città del Messico, in Messico.

## Programma
| Data            | Round            |
| --------------- | ---------------- |
| 17 ottobre 1968 | Qualificazioni   |
| 17 ottobre 1968 | Quarti di finale |
| 18 ottobre 1968 | Semifinali       |
| 18 ottobre 1968 | Finali           |

## Risultati

### Primo turno
I migliori otto tempi ai quarti di finale
| Pos. | Atleta                   | Nazione           | Tempo Finale | Nota      |
| ---- | ------------------------ | ----------------- | ------------ | --------- |
| 1    | Xaver Kurmann            | Svizzera          | 4'40"41      | Q         |
| 2    | John Bylsma              | Australia         | 4'41"10      | Q         |
| 3    | Daniel Rebillard         | Francia           | 4'42"15      | Q         |
| 4    | Mogens Frey Jensen       | Danimarca         | 4'42"30      | Q         |
| 5    | Cipriano Chemello        | Italia            | 4'43"58      | Q         |
| 6    | Rupert Kratzer           | Germania Ovest    | 4'43"84      | Q         |
| 7    | Radamés Treviño          | Messico           | 4'44"12      | Q         |
| 8    | Paul Crapez              | Belgio            | 4'44"93      | Q         |
| 9    | Martín Rodríguez         | Colombia          | 4'45"38      |           |
| 10   | Rajmund Zieliński        | Polonia           | 4'46"03      |           |
| 11   | Knut Knudsen             | Norvegia          | 4'46"70      |           |
| 12   | Juan Alberto Merlos      | Argentina         | 4'47"81      |           |
| 13   | Daniel Yuste             | Spagna            | 4'50"36      |           |
| 14   | Jiří Daler               | Cecoslovacchia    | 4'50"50      |           |
| 15   | Ian Hallam               | Gran Bretagna     | 4'50"62      |           |
| 16   | Ole Wackström            | Finlandia         | 4'50"76      |           |
| 17   | Gösta Pettersson         | Svezia            | 4'51"37      |           |
| 18   | Dave Brink               | Stati Uniti       | 4'55"40      |           |
| 19   | Vernon Stauble           | Trinidad e Tobago | 5'07"80      |           |
| 20   | Benjamin Evangelista     | Filippine         | 5'22"12      |           |
| 21   | Tarek Abou Al Dahab      | Libano            | 5'35"42      |           |
| 22   | Colin Forde              | Barbados          | 5'35"60      |           |
| -    | Inocente Lizano          | Cuba              | Raggiunto    | Raggiunto |
| -    | Fedor den Hertog         | Paesi Bassi       | Raggiunto    | Raggiunto |
| -    | Emil Rusu                | Romania           | Raggiunto    | Raggiunto |
| -    | Gwon Jung-Hyeon          | Corea del Sud     | Raggiunto    | Raggiunto |
| -    | Pakanit Boriharnvanakhet | Thailandia        | Raggiunto    | Raggiunto |
| -    | Denfield McNab           | Belize            | Raggiunto    | Raggiunto |

### Quarti di finale
| Serie | Pos. | Atleta             | Nazione        | Tempo   | Note |
| ----- | ---- | ------------------ | -------------- | ------- | ---- |
| I     | 1    | Xaver Kurmann      | Svizzera       | 4'45"94 | Q    |
| I     | 2    | Paul Crapez        | Belgio         | 4'49"99 |      |
| II    | 1    | John Bylsma        | Australia      | 4'41"66 | Q    |
| II    | 2    | Radamés Treviño    | Messico        | 4'42"40 |      |
| III   | 1    | Daniel Rebillard   | Francia        | 4'39"87 | Q    |
| III   | 2    | Rupert Kratzer     | Germania Ovest | 4'41"43 |      |
| IV    | 1    | Mogens Frey Jensen | Danimarca      | 4'37"54 | Q    |
| IV    | 2    | Cipriano Chemello  | Italia         | 4'42"29 |      |

### Semifinali
| Serie | Pos. | Atleta             | Nazione   | Tempo   | Note |
| ----- | ---- | ------------------ | --------- | ------- | ---- |
| I     | 1    | Mogens Frey Jensen | Danimarca | 4'42"05 | Q    |
| I     | 2    | Xaver Kurmann      | Svizzera  | 4'44"26 |      |
| II    | 1    | Daniel Rebillard   | Francia   | 4'41"80 | Q    |
| II    | 2    | John Bylsma        | Australia | 4'48"73 |      |

### Finali
| 1&2 posto |                    |           |         |
| Oro       | Daniel Rebillard   | Francia   | 4'41"71 |
| Argento   | Mogens Frey Jensen | Danimarca | 4'42"43 |
| 3&4 posto |                    |           |         |
| Bronzo    | Xaver Kurmann      | Svizzera  | 4'39"42 |
| 4         | John Bylsma        | Australia | 4'41"60 |